# ヘーチマン・ペトロー・コナシェーヴィチ＝サハイダーチュヌィイ (軽巡洋艦)
ヘーチマン・ペトロー・コナシェーヴィチ＝サハイダーチュヌィイ（ウクライナ語:Гетьман Петро Конашевич-Сагайдачнийヘーチマン・ペトロー・コナシェーヴィチュ・サハイダーチュヌィイ）は、ウクライナ国の軽巡洋艦（Легкий Крейсер）である。 1918年の短期間、ウクライナ国海軍で運用された。艦名は、ザポロージエ・コサックのヘーチマンであったペトロー・コナシェーヴィチ＝サハイダーチュヌィイに由来する。

## 概要

### 建造
ヘーチマン・ペトロー・コナシェーヴィチ＝サハイダーチュヌィイは、ウクライナがロシア帝国領であった時代に同国のスヴェトラーナ級軽巡洋艦の7番艦として計画された。当初はアドミラール・イストーミン（ロシア語:Адмирал Истоминアドミラール・イストーミン）と称した。艦名は「イストーミン提督」の意味であるが、その由来となったヴラジーミル・イストーミンは1854年から1855年にかけて行われたクリミア戦争におけるセヴァストーポリの防衛戦に功績のあった人物であった。
アドミラール・イストーミンの建造は1914年7月2日、第一次世界大戦開戦直前に始められた。建造所にはそれまで多くの艦船を手掛けてきたルッスード造船所が当てられた。ウクライナ南部の都市ニコラーエフ（ムィコラーイウ）に位置するこの造船所では、同時期に4 隻のスヴェトラーナ級軽巡洋艦とイオアン・グローズヌィイ級超弩級戦艦1 隻が建造されていた。アドミラール・イストーミンは、1915年7月15日付けでロシア帝国海軍の黒海艦隊への配属が決定された。

### 混乱
しかし、第一次世界大戦とその後のロシア革命、ロシア内戦、ウクライナ内戦によって建艦計画は大きく狂うこととなった。ウクライナ南部では、各勢力が入り乱れて占領を繰り返した。ウクライナ人民共和国がウクライナの大半を制圧した時期、アドミラール・イストーミンはムィコラーイウからオデッサへ回航された。
1918年4月29日には、ウクライナ人民共和国軍の司令官の一人であったパーヴロ・スコロパーツィクィイがドイツ帝国の軍事力を背景にクーデターを起こした。これに前後し、オデッサ、セヴァストーポリ、ムィコラーイウなど各軍港の艦艇は赤軍や白軍勢力下のクリミア半島や南ロシアへ逃れた。一方、建造中で未完成であったアドミラール・イストーミンはオデッサに残され、ウクライナ南部へ進軍してきたドイツ軍に接収された。ウクライナではスコロパーツィクィイが「全ウクライナのヘーチマン」となることを宣言してウクライナ国が建国された。ウクライナ国は、中央同盟国軍との協力のもと敵対する各勢力をウクライナから一掃した。

### ヘーチマンシュチナ
アドミラール・イストーミンの建造はドイツの共同のもと推進された。竣工したアドミラール・イストーミンはオデッサの防備部隊に配備された。
1918年後半になると、ヘーチマン政府はウクライナ人懐柔策の一環として海軍艦艇の「ウクライナ化」を実行した。多くの艦艇が「ウクライナ的な」名称へと改められたが、ウクライナ国内で建造中であった新型艦、即ちスヴェトラーナ級軽巡洋艦4 隻、ヨアーン・グローズヌィイ改め戦艦インペラートル・ニコライ1世、ノヴィーク級駆逐艦12隻に対してもそれぞれ新しい名称が与えられた。アドミラール・イストーミンに対しては、1918年10月にヘーチマン・ペトロー・コナシェーヴィチ＝サハイダーチュヌィイという名称が与えられた。
艦名の由来となったペトロー・コナシェーヴィチ＝サハイダーチュヌィイは、ウクライナ・コサック始まって以来最初の「偉大なヘーチマン」とされる人物で、ウクライナ文化の振興と政治的発展を齎した人物であった。歴史上「偉大なヘーチマン」とされるコナシェーヴィチ＝サハイダーチュヌィイ、ボフダン・フメリニツキー、ペトロー・ドロシェーンコ、イヴァン・マゼーパの名もすべてウクライナ国時代に巡洋艦の名称に採用されている。ウクライナ人を懐柔する上で、ウクライナ・コサックの英雄の名は特に有効であると考えられたのである。

### 破滅
11月初めに発生したドイツの降伏により事態は一転した。後ろ盾を失ったヘーチマン政府には、各地で発生する反乱を押さえる力はもはやなくなっていた。11月22日、オデッサ港にあった多くのウクライナ艦艇はロシア海軍旗である聖アンドレイ旗を掲げ白軍勢力の占拠するケルチへ逃走した。これに対し、ヘーチマン・ペトロー・コナシェーヴィチ＝サハイダーチュヌィイと同港の潜水艦隊は敢えてウクライナ海軍旗を掲げ、その意思を示した。
ウクライナ国内の混乱に乗じて黒海より侵攻したイギリス軍は、24日にセヴァストーポリを、26日にはオデッサを占拠した。しかし、オデッサの港外停泊地にあったヘーチマン・ペトロー・コナシェーヴィチ＝サハイダーチュヌィイはイギリス海軍大将ジョン・デ・ローベックに服従することを拒絶した。そして、イギリス戦艦マールバラとの戦闘の果て撃沈された。

### その後
内戦の終結後、1920年代にヘーチマン・ペトロー・コナシェーヴィチ＝サハイダーチュヌィイは引き揚げられ解体された。ウクライナはソ連に組み込まれ、反ソ連的な歴史は次第に抹消されるようになった。ウクライナの旗を決して降ろさずに最後まで戦ったヘーチマン・ペトロー・コナシェーヴィチ＝サハイダーチュヌィイであったが、その姿は歴史の表舞台からすっかり消されてしまった。
1991年、ウクライナが独立を果たすと新たな海軍の建設が開始された。そのシンボルとなる新型艦にはヘーチマン・サハイダーチュヌィイの名が与えられた。